# Mabton
Mabton és una població dels Estats Units a l'estat de Washington. Segons el cens del 2000 tenia 1.891 habitants.

## Demografia
Segons el cens del 2000, Mabton tenia 1.891 habitants, 445 habitatges, i 381 famílies. La densitat de població era de 1.553,4 habitants per km².
Dels 445 habitatges en un 60% hi vivien nens de menys de 18 anys, en un 59,3% hi vivien parelles casades, en un 17,3% dones solteres, i en un 14,2% no eren unitats familiars. En el 12,4% dels habitatges hi vivien persones soles el 5,8% de les quals corresponia a persones de 65 anys o més que vivien soles. El nombre mitjà de persones vivint en cada habitatge era de 4,22 i el nombre mitjà de persones que vivien en cada família era de 4,54.
Per edats la població es repartia de la següent manera: un 41,9% tenia menys de 18 anys, un 12,9% entre 18 i 24, un 25,8% entre 25 i 44, un 12,9% de 45 a 60 i un 6,5% 65 anys o més.
L'edat mediana era de 22 anys. Per cada 100 dones de 18 o més anys hi havia 104,1 homes.
La renda mediana per habitatge era de 26.650 $ i la renda mediana per família de 26.198 $. Els homes tenien una renda mediana de 18.917 $ mentre que les dones 21.667 $. La renda per capita de la població era de 7.694 $. Aproximadament el 27,9% de les famílies i el 32,7% de la població estaven per davall del llindar de pobresa.

## Poblacions més properes
El següent diagrama mostra les poblacions més properes.